# M20 (モニター)
M20（英語: HMS M20）は、第一次世界大戦のイギリス海軍M15級に属するモニター艦。

## 設計
元は沿岸砲撃を意図して作られた艦であり、主砲はBL 9.2インチMk VI砲であり、これはエドガー級防護巡洋艦のジブラルタル (防護巡洋艦)の物を再使用した。そして9.2インチ砲に加えて12ポンド砲1門と6ポンド対空砲1門を装備した。640馬力のボリンダー社製2シリンダー焼玉エンジンで4軸を推進し、最高速度は11ノットに達した。このモニター艦の乗組員は士官と兵卒合わせて69名で構成されていた。

## 建造
M20は1915年3月に発注されたが、それは戦時緊急造船計画の一部としてであった。レイルトン・ディクソン社の造船所で1915年3月に起工され、5月11日に進水、同年7月に竣工した。

## 第一次世界大戦
M20は1915年8月から12月まで地中海における任務に従事し、その後も本国海域に戻ることなくマルタに所在した。

## 退役
M20は1920年1月29日に商用タンカーとするため売却され、同時にLimaと改名した。